# Polyommatus flavastriata
Polyommatus flavastriata är en fjärilsart som beskrevs av Félix Dujardin 1947. Polyommatus flavastriata ingår i släktet Polyommatus och familjen juvelvingar. Inga underarter finns listade i Catalogue of Life.